# Herzeele
Herzeele est une commune française située dans le département du Nord, en région Hauts-de-France.

## Géographie

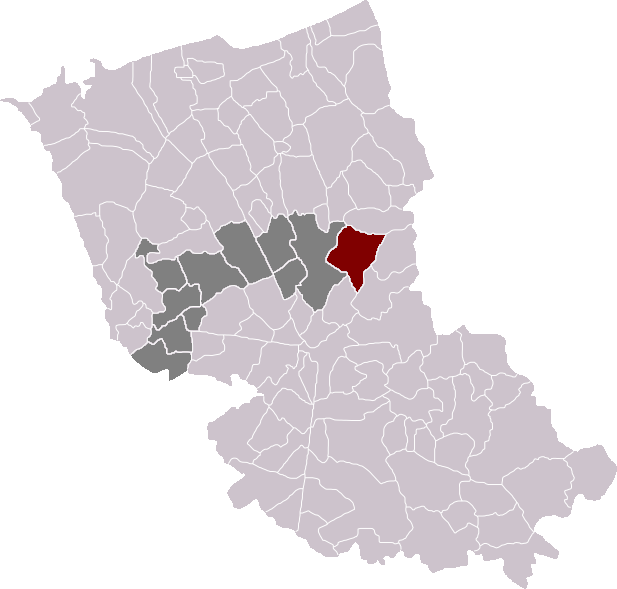
Herzeele dans son canton et son arrondissement.

### Situation
La commune est située au cœur de la Flandre dans une ancienne zone d'agriculture bocagère (dite « Houtland » ; qui signifie le « pays du bois » ou « pays des bois »).

### Communes limitrophes
| Wylder    |          | Bambecque  |
| Wormhout  | Herzeele | Houtkerque |
| Oudezeele |          | Winnezeele |

### Environnement
Le bocage et la prairie ont beaucoup reculé dans le Houtland dans la seconde moitié du XXe siècle, à cause des remembrements qui ont accompagné et permis l'agriculture intensive, et à Herzeele notamment, mais il en reste quelques reliques, dont l'une a justifié un statut de réserve naturelle régionale dans la commune (en 1996) : la réserve naturelle régionale du vallon de la Petite Becque. Cette réserve est un des éléments sur lesquels la commune et la région peuvent s'appuyer pour la restauration d'un maillage de corridors biologiques dit en France « trame verte », depuis le Grenelle de l'Environnement.

### Hydrographie

#### Réseau hydrographique
La commune est située dans le bassin Artois-Picardie. Elle est drainée par l'Yser, la Haende Becque, la Petite Becque, la Becque de braems, la Schaep Becque, le Petit Moulin, le Pont des Planches et un autre petit cours d'eau,.
L'Yser est un cours d'eau transfrontalier franco-belge, d'une longueur de 70 km en France, prend sa source dans la commune de Buysscheure. Il s'écoule vers la Mer du Nord, en traversant les Flandres française et belge, et s'y jette à Nieuport en Belgique, dans un estuaire très artificialisé. Les caractéristiques hydrologiques de l'Yser sont données par la station hydrologique située sur la commune. Le débit moyen mensuel est de 1,9 m3/s. Le débit moyen journalier maximum est de 57,129 novembre 202 166,7 m3/s, atteint le même jour.
La Haende Becque, d'une longueur de 12 km, prend sa source dans la commune de Steenvoorde et se jette  dans l'Yser à Bambecque, après avoir traversé cinq communes. 
La Sale Becque, d'une longueur de 14 km, prend sa source dans la commune de Hardifort et se jette  dans l'Yser sur la commune, après avoir traversé quatre communes. 

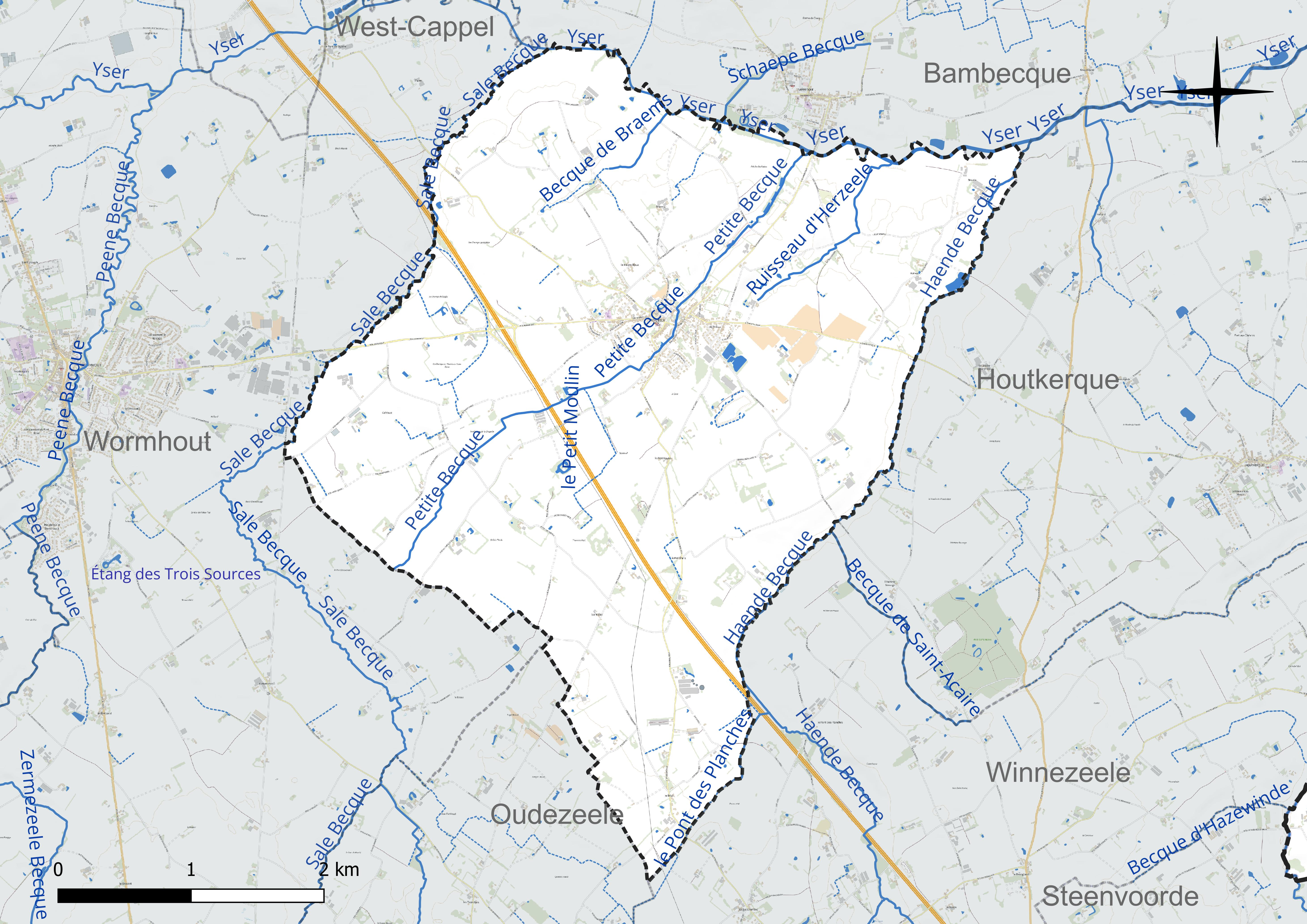
Réseau hydrographique d'Herzeele.

#### Gestion et qualité des eaux
Le territoire communal est couvert par le schéma d'aménagement et de gestion des eaux (SAGE) « Yser ». Ce document de planification concerne un territoire de 381 km2 de superficie, délimité par le bassin versant de l'Yser en France. Le périmètre a été arrêté le 8 novembre 2005 et le SAGE proprement dit a été approuvé le 30 novembre 2016. La structure porteuse de l'élaboration et de la mise en œuvre est l'Union syndicale d'aménagement hydraulique du Nord (USAN). 
La qualité des cours d'eau peut être consultée sur un site dédié géré par les agences de l'eau et l'Agence française pour la biodiversité. 

### Climat
Pour des articles plus généraux, voir Climat des Hauts-de-France et Climat du Nord.
En 2010, le climat de la commune est de type climat océanique altéré, selon une étude du CNRS s'appuyant sur une série de données couvrant la période 1971-2000. En 2020, Météo-France publie une typologie des climats de la France métropolitaine dans laquelle la commune est exposée à un climat océanique et est dans la région climatique  Côtes de la Manche orientale, caractérisée par un faible ensoleillement (1 550 h/an) ; forte humidité de l'air (plus de 20 h/jour avec humidité relative > 80 % en hiver), vents forts fréquents. 
Pour la période 1971-2000, la température annuelle moyenne est de 10,6 °C, avec une amplitude thermique annuelle de 14 °C. Le cumul annuel moyen de précipitations est de 713 mm, avec 12,3 jours de précipitations en janvier et 8,3 jours en juillet. Pour la période 1991-2020, la température moyenne annuelle observée sur la station météorologique la plus proche, située sur la commune de Steenvoorde à 9 km à vol d'oiseau, est de 11,2 °C et le cumul annuel moyen de précipitations est de 727,8 mm,. Pour l'avenir, les paramètres climatiques de la commune estimés pour 2050 selon différents scénarios d'émission de gaz à effet de serre sont consultables sur un site dédié publié par Météo-France en novembre 2022.

## Urbanisme

### Typologie
Au 1er janvier 2024, Herzeele est catégorisée bourg rural, selon la nouvelle grille communale de densité à sept niveaux définie par l'Insee en 2022.
Elle est située hors unité urbaine. Par ailleurs la commune fait partie de l'aire d'attraction de Dunkerque, dont elle est une commune de la couronne,. Cette aire, qui regroupe 66 communes, est catégorisée dans les aires de 200 000 à moins de 700 000 habitants,.

### Occupation des sols
L'occupation des sols de la commune, telle qu'elle ressort de la base de données européenne d'occupation biophysique des sols Corine Land Cover (CLC), est marquée par l'importance des territoires agricoles (96,2 % en 2018), en diminution par rapport à 1990 (97,5 %). La répartition détaillée en 2018 est la suivante : 
terres arables (94,8 %), zones urbanisées (3,8 %), prairies (1,4 %). L'évolution de l'occupation des sols de la commune et de ses infrastructures peut être observée sur les différentes représentations cartographiques du territoire : la carte de Cassini (XVIIIe siècle), la carte d'état-major (1820-1866) et les cartes ou photos aériennes de l'IGN pour la période actuelle (1950 à aujourd'hui).

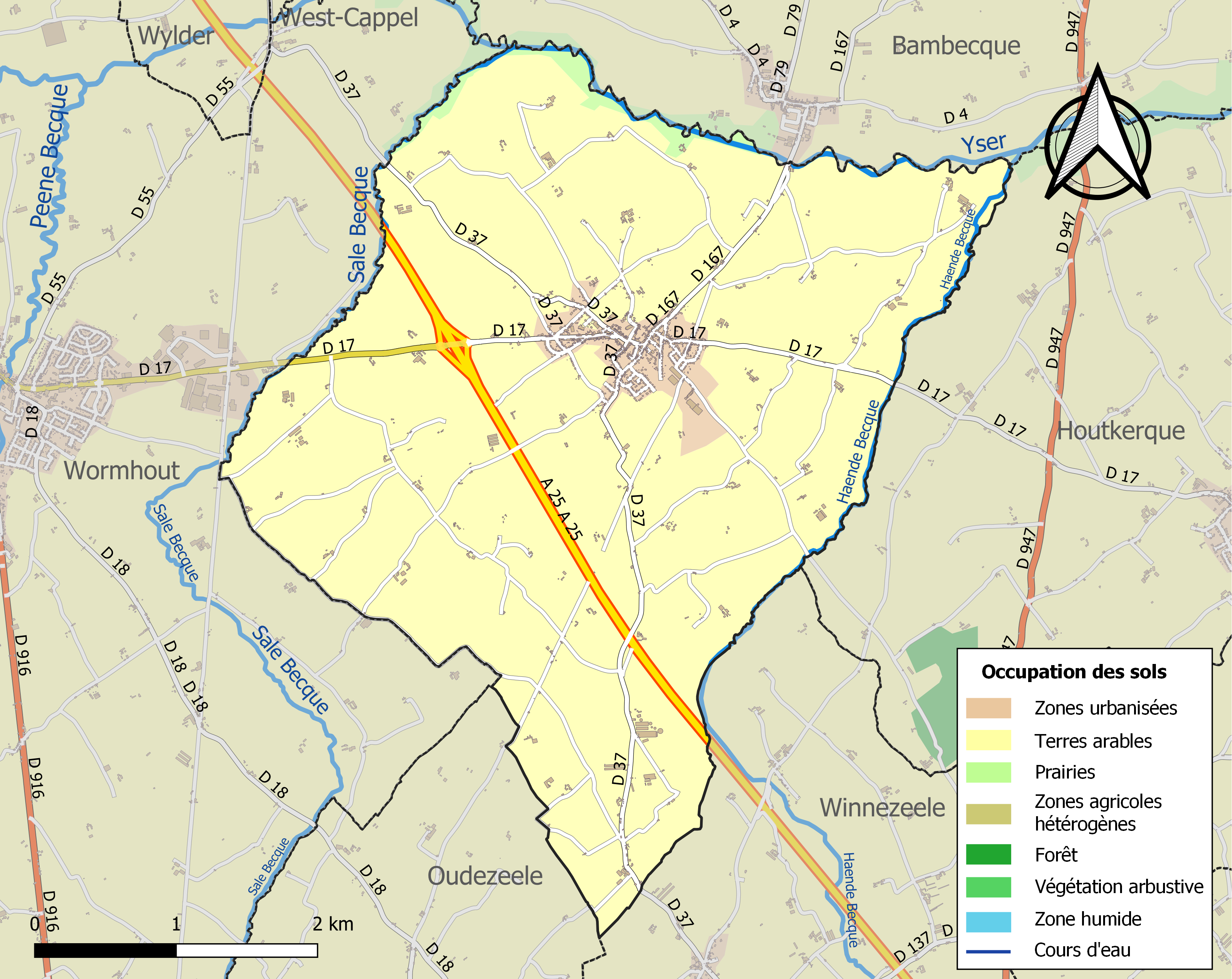
Carte des infrastructures et de l'occupation des sols de la commune en 2018 (CLC).

## Toponymie
- Etymologie : Il n'est pas toujours facile de déterminer l'origine d'un nom de lieu au vu de l'évolution historique de son occupation et des transcriptions graphiques. Ici, en Flandre, le suffixe "Zeele" correspond à "maison", "résidence". "Her" peut correspondre au nom d'une personne ou du seigneur. Le nom correspondrait à la maison d'Her ou du seigneur.

## Histoire
Avant 1789, Herzeele dépendait de la châtellenie de Bergues.
Vers 1096, Liévine d'Herzeele et d'Oudenhove épouse Jean de Roubaix. Leur fille Catherine, dame d'Estaires et de la motte de La Gorgue épouse Raoul d'Haverskerque.
En 1224, Jean abbé de l'abbaye de Saint-Bertin de Saint-Omer et Hugelin de Herzeele soumettent à la décision de trois arbitres la question du bornage de leurs propriétés.
Jacques Sluyper, né à Herzeele en 1530, a laissé 15 volumes de poésies latines, conservés à la bibliothèque de Bergues. Il habite un temps à Boëseghem. Il fut persécuté par les partisans de la Réforme, ses bien confisqués, et il se réfugia à Arras où il meurt le 1er août 1602. Il a sans doute séjourné un temps au château de La Motte-au-Bois,.
Jusqu'au xixe siècle, se tenait à Herzeele le 16 août une foire aux chevaux réputée. Après la Révolution française, sous le premier Empire, en 1802-1803, a lieu chaque mois à Herzeele une foire de seconde classe, héritée de l'époque antérieure à la Révolution, pour marchandises et bestiaux.
Du point de vue religieux, la commune était située dans le diocèse de Thérouanne puis dans le diocèse d'Ypres, doyenné de Bergues.
En août septembre 1793, comme tous les villages environnants, Herzeele fut concernée de près par l'opération du siège de Dunkerque menée par les troupes coalisées contre la France. À cette occasion, Herzeele est occupée par des troupes ennemies et connaitra le 6 septembre 1793 un violent affrontement, prélude à la Bataille de Hondschoote remportée par la France le 8 septembre 1793. Cette victoire amènera le départ des troupes ennemies de la région.
En 1895, avant le développement de l'automobile, et à l'époque des petits trains dans les campagnes, une voie ferrée relie Hondschotte à Hazebrouck, via Rexpoëde, Bambecque, Herzeele, Winnezeele, Steenvoorde, Terdeghem, Saint-Sylvestre-Cappel, Hondeghem, Weke-Meulen. Le trajet dure 1h35, trois trains circulent par jour dans les deux sens. De Rexpoëde, une autre ligne mène à Bergues.
Vers 1910, un chemin de fer de Herzeele à Saint-Momelin, passe par les villages, alors généralement dotés d'une gare, Wormhout, Esquelbecq, Zegerscappel, Bollezeele, Merckeghem, Volckerinckhove-Broxeele, Lederzeele, Nieurlet.
Pendant la première guerre mondiale, Herzeele est une des communes avec Hondschoote, Wormhout, Wylder, Bambecque, Socx, Killem, Oost-Cappel, Warhem, West-Cappel, Quaëdypre, Bissezeele à faire partie du commandement d'étapes installé à Rexpoëde, c'est-à-dire un élément de l'armée organisant le stationnement de troupes, comprenant souvent des chevaux, pendant un temps plus ou moins long, sur les communes dépendant du commandement, en arrière du front.

## Politique et administration
Maire en 1802-1803 : Liévin Debreyne.
Maire de 1922 à 1929 : Alfred Schipman.
Maire de 1929 à 1939 : Élie Outters.
Maire de 1951 à 1954 : A. Cornette.
Maire de 1954 à 1974 : L. Ternynck.
Maire de 1974 à 1977 : Paul Beun.
Maire de 1977 à 1978 au moins : Pierre Outters.
| Période                                  | Période  | Identité                        | Étiquette | Qualité           |
| ---------------------------------------- | -------- | ------------------------------- | --------- | ----------------- |
| ?                                        | 1803     | Pierre Cornil Debreyne          |           |                   |
| 1803                                     | 1803     | Charles Dekester                |           | Maire par intérim |
| 1803                                     | 1817     | Pierre Jean Jacques Heem        |           | Arpenteur         |
| 1817                                     | 1834     | Benoit Albert Duranel           |           | Propriétaire      |
| 1835                                     | 1856     | Pierre Jean Heem                |           | Arpenteur         |
| 1856                                     | 1889     | Hyppolite Gustave Outters-Hilst |           | Propriétaire      |
| 1889                                     | 1908     | Armand de Schuttelaere          |           |                   |
| 1908                                     | 1909     | Charles Louis Cornette          |           |                   |
| 1909                                     | 1914     | Gustave Louis Ternynck          |           |                   |
|                                          |          |                                 |           |                   |
| mars 2001                                | En cours | Régis Laporte                   | DVD       |                   |
| Les données manquantes sont à compléter. |          |                                 |           |                   |

## Population et société

### Démographie

#### Évolution démographique
L'évolution du nombre d'habitants est connue à travers les recensements de la population effectués dans la commune depuis 1793. Pour les communes de moins de 10 000 habitants, une enquête de recensement portant sur toute la population est réalisée tous les cinq ans, les populations de référence des années intermédiaires étant quant à elles estimées par interpolation ou extrapolation. Pour la commune, le premier recensement exhaustif entrant dans le cadre du nouveau dispositif a été réalisé en 2006.

En 2022, la commune comptait 1 627 habitants, en évolution de −0,12 % par rapport à 2016 (Nord : +0,51 %, France hors Mayotte : +2,11 %).
| 1793  | 1800  | 1806  | 1821  | 1831  | 1836  | 1841  | 1846  | 1851  |
| ----- | ----- | ----- | ----- | ----- | ----- | ----- | ----- | ----- |
| 1 702 | 1 822 | 1 966 | 1 942 | 1 905 | 1 843 | 1 797 | 1 857 | 1 838 |

| 1856  | 1861  | 1866  | 1872  | 1876  | 1881  | 1886  | 1891  | 1896  |
| ----- | ----- | ----- | ----- | ----- | ----- | ----- | ----- | ----- |
| 1 809 | 1 712 | 1 672 | 1 665 | 1 679 | 1 647 | 1 660 | 1 597 | 1 561 |

| 1901  | 1906  | 1911  | 1921  | 1926  | 1931  | 1936  | 1946  | 1954  |
| ----- | ----- | ----- | ----- | ----- | ----- | ----- | ----- | ----- |
| 1 642 | 1 668 | 1 692 | 1 522 | 1 394 | 1 350 | 1 368 | 1 360 | 1 283 |

| 1962  | 1968  | 1975  | 1982  | 1990  | 1999  | 2006  | 2011  | 2016  |
| ----- | ----- | ----- | ----- | ----- | ----- | ----- | ----- | ----- |
| 1 216 | 1 171 | 1 118 | 1 111 | 1 210 | 1 293 | 1 396 | 1 557 | 1 629 |

| 2021  | 2022  | - | - | - | - | - | - | - |
| ----- | ----- | - | - | - | - | - | - | - |
| 1 634 | 1 627 | - | - | - | - | - | - | - |

#### Pyramide des âges
La population de la commune est relativement jeune.
En 2018, le taux de personnes d'un âge inférieur à 30 ans s'élève à 38,4 %, soit en dessous de la moyenne départementale (39,5 %). À l'inverse, le taux de personnes d'âge supérieur à 60 ans est de 19,9 % la même année, alors qu'il est de 22,5 % au niveau départemental.
En 2018, la commune comptait 815 hommes pour 826 femmes, soit un taux de 50,34 % de femmes, légèrement inférieur au taux départemental (51,77 %).
Les pyramides des âges de la commune et du département s'établissent comme suit.
| Hommes | Classe d’âge | Femmes |
| ------ | ------------ | ------ |
| 0,3    | 90 ou +      | 0,9    |
| 4,3    | 75-89 ans    | 8,1    |
| 12,5   | 60-74 ans    | 13,7   |
| 20,8   | 45-59 ans    | 18,8   |
| 22,7   | 30-44 ans    | 21,3   |
| 14,5   | 15-29 ans    | 15,8   |
| 25,0   | 0-14 ans     | 21,4   |

| Hommes | Classe d’âge | Femmes |
| ------ | ------------ | ------ |
| 0,5    | 90 ou +      | 1,4    |
| 5,3    | 75-89 ans    | 8,1    |
| 14,8   | 60-74 ans    | 16,2   |
| 19,1   | 45-59 ans    | 18,4   |
| 19,5   | 30-44 ans    | 18,7   |
| 20,7   | 15-29 ans    | 19,1   |
| 20,2   | 0-14 ans     | 18     |

## Culture locale et patrimoine

### Lieux et monuments
- Église Notre-Dame-de-l'Assomption.
- Le Vallon de la Petite Becque (classée réserve naturelle volontaire en 1996).

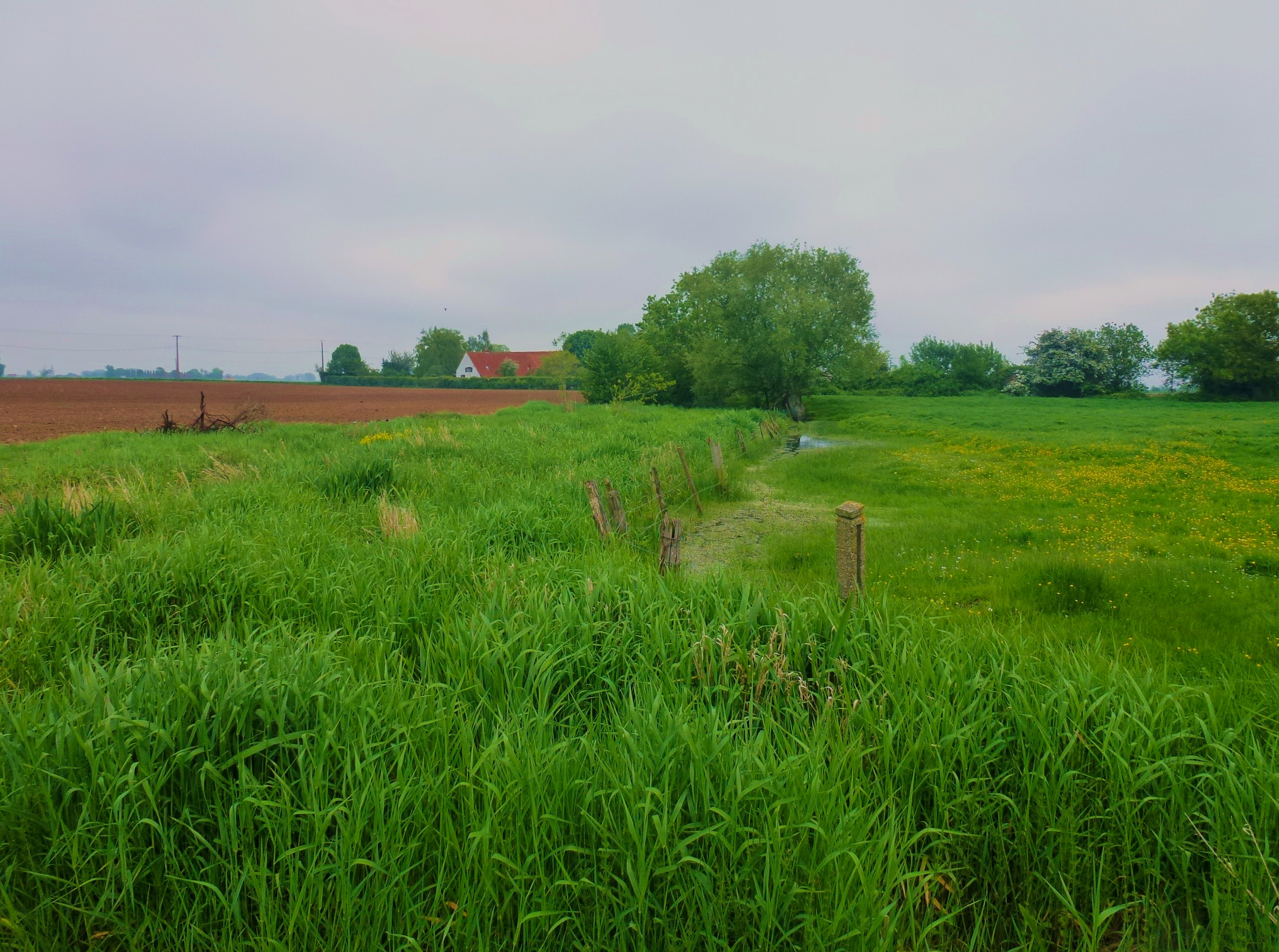
Vallon de la Petite Becque.

- Le café des Orgues (célèbre pour ses trois orgues de foire datant du début du siècle passé, on y danse tous les dimanches).

Depuis 2012, Herzeele fait partie du réseau Village Patrimoine, coordonné par les Pays de Flandre.

### Personnalités liées à la commune
- Germain Duyck né le 21 avril 1909 à Herzeele. Déporté, décédé le 21 avril 1944 au camp de Mauthausen en Autriche[44].

### Héraldique
|  | Les armes de Herzeele se blasonnent ainsi :"Coupé : en chef, d'or à l'aigle éployée de sable ; en pointe, de gueules au lion d'argent." |

## Pour approfondir